# Sinopodisma sanqingshana
Sinopodisma sanqingshana är en insektsart som beskrevs av Liang och F.L. Jia 2007. Sinopodisma sanqingshana ingår i släktet Sinopodisma och familjen gräshoppor. Inga underarter finns listade i Catalogue of Life.